# Кінське гальмо
Кінське гальмо — пристрій для заспокоєння коней, особливо під час ветеринарного лікування. Коли ремені або ланцюги стягуються, верхню губю коня злегка забите. Затягуючи ремені або ланцюги, злегка стискають верхню губу коня. Стискання верхньої губи призводить до вивільнення ендорфінів у мозку коня і, таким чином, до придушення больових подразників.
Кінське гальмо потрапило до багатьох гербів. У геральдиці її зображують як негеральдичну фігуру у всіх можливих відтінках, де переважає чорна, золота і срібна тинктура. Це зображення популярне серед гербів Вестфалії. Геральдисти виводять його з діяльності князя як управителя конюшні або з династій носія герба. Зображення також часто з'являється на гербах Східної Пруссії, Помор'я та Північної Німеччини.

Кінські гальма та мотузка на гербі Ессен-Горста
Кінське гальмо в гербі Гранцина
Крилате кінське гальмо
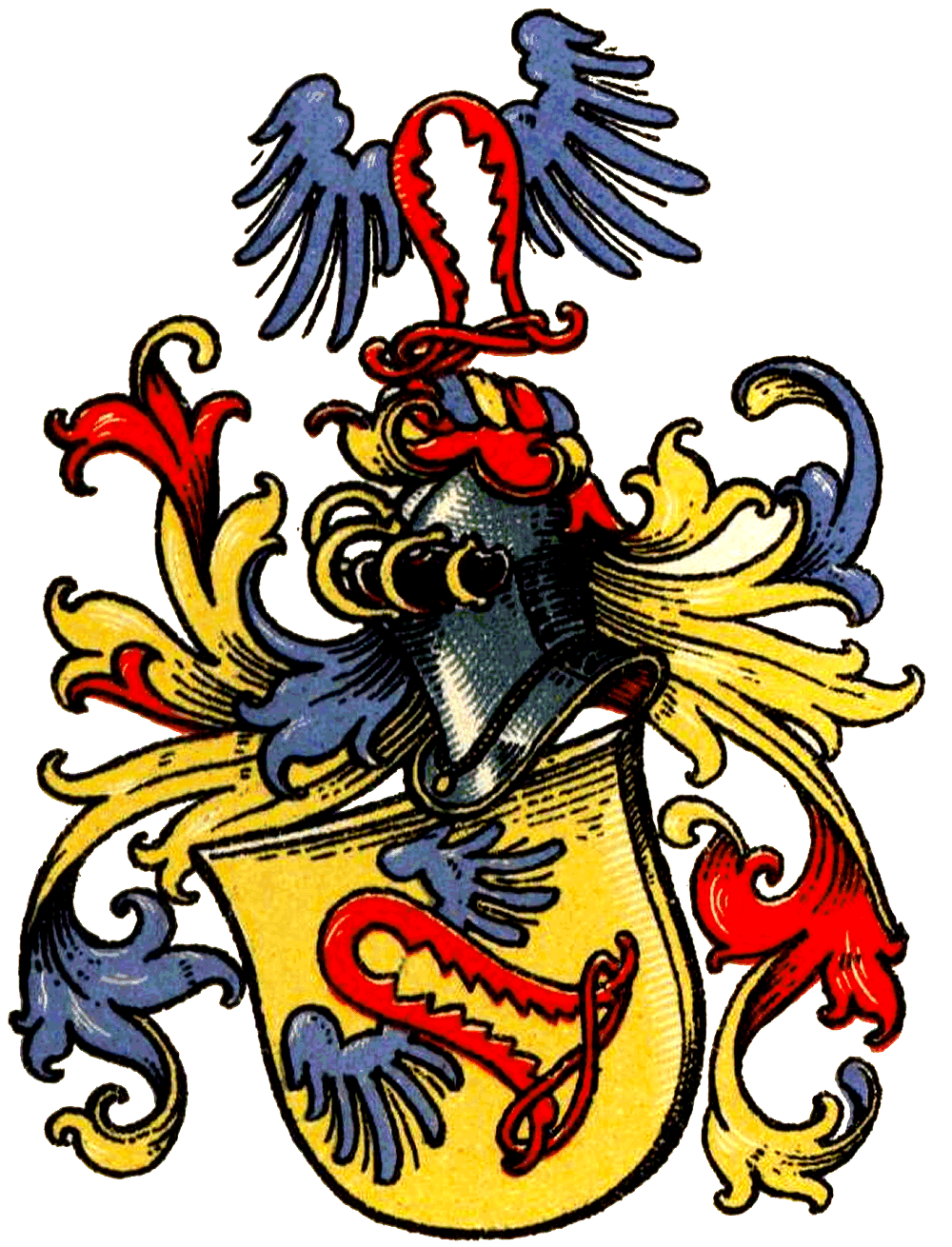
Герб фон Кобринка
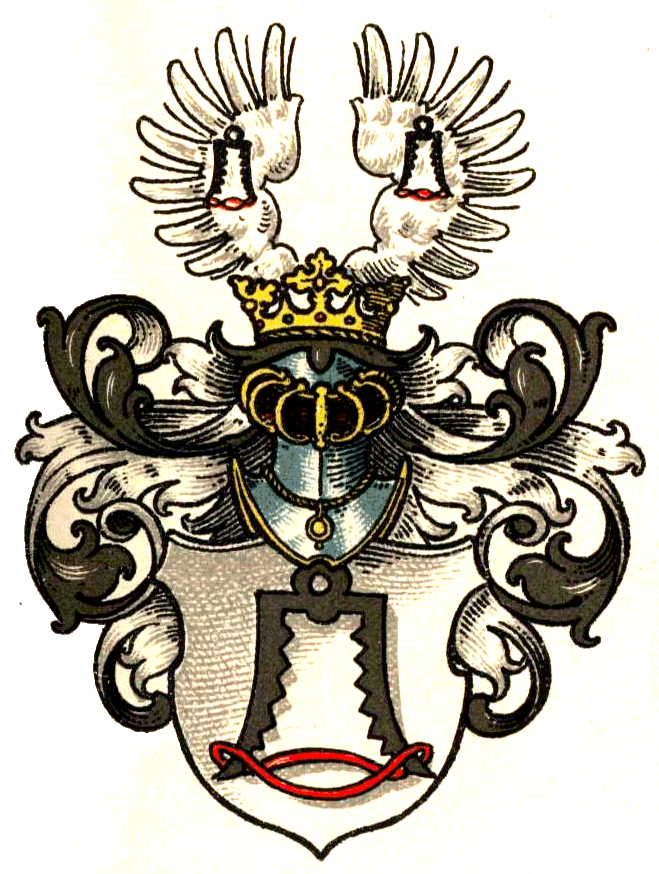
Герб роду фон Ензе-Шнайдевінд
Герб Френсіса Ваятта

## Веб-посилання
- Rossbremsen у Heraldik-Wiki

## Індивідуальні докази
1. 1 2 3  Gert Oswald: Lexikon der Heraldik. VEB Bibliographisches Institut, Leipzig 1984.